# Maria Konovalova
Maria Ivanovna Konovalova (ryska: Мария Ивановна Коновалова), född den 14 augusti 1974 i Angarsk), är en rysk friidrottare som tävlar i medel- och långdistanslöpning.
Konovalova deltog vid VM 2007 i Osaka där hon var i final på 5 000 meter och slutade på elfte plats. Hon deltog även vid Olympiska sommarspelen 2008 där hon var i final på 10 000 meter och slutade på femte plats.

## Personliga rekord
- 5 000 meter - 14.38,09
- 10 000 meter - 30.35,84